# Matillas
Matillas è un comune spagnolo di 171 abitanti situato nella comunità autonoma di Castiglia-La Mancia.